# Раду Негру

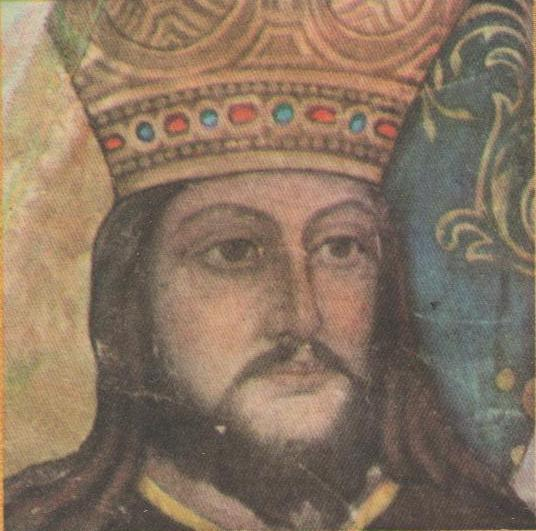
Раду Негру на картине Пьера Белле.

Раду Негру (Radu Negru) или Негру Водэ (Negru Vodă) — одна из ключевых фигур румынской истории, румынского и молдавского фольклора. Полулегендарный основатель Валашского княжества, правивший в городе Куртя-де-Арджеш в конце XIII века. Его имя переводится с румынского как «чёрный воевода».
По преданию, впервые зафиксированному в летописи Кантакузенов (XVII век), потомок древне-римских колонистов и подданный Венгерской короны Негру Водэ в 1290 году спустился в нынешнюю Валахию с Карпатских гор, из Марамуреша. С его именем связана легенда о мастере Маноле и основании монастыря в Куртя-де-Арджеш.
В трудах позднейших румынских историков Чёрный воевода отождествлялся или с Басарабом I, или с его отцом Токомерием, а также с Раду I.
В городе Кымпулунг установлен бюст Раду Негру.